# 이병호 (독립운동가)
이병호(李炳琥, 1926년 4월 29일 ~ 2011년 11월 8일)는 대한민국의 독립운동가이다.

## 생애
1926년 경기도 개성(開城)에서 태어났다.
1943년 6월 15일 개성상업학교(開城商業學校)에 재학 중 동급생 7명이 중심이 되어 개성역사연구회(開城歷史硏究會)를 조직하여 한국의 역사연구와 학술토론 등을 통하여 독립사상을 고취하고 항일투쟁을 전개하였다.
1944년 9월 김창문(金昌文)·임재희(林在熙) 등과 근무처인 조선상업은행에서 조선독립을 목적으로 '민족주의 조선독립사회노동당'(民族主義朝鮮獨立社會勞動黨)을 결성하고 몽고를 거쳐 북경으로 가기 위한 여비를 조달하여 자금책인 임재희에게 45원을 전달하는 등의 활동을 하다가 피체되었다.
이로써 1945년 8월 11일 경성지방법원에서 단기 3년 6월, 장기 5년형(미결 150일 산입)을 언도받고 옥고를 치렀다.
대한민국 정부에서는 그의 공훈을 기리어 1990년에 건국훈장 애족장(1986년 대통령표창)을 수여하였다.
이병호 선생 영결식 사회를 보았던 역사복원신문 편집인 송태경 박사는 '독립협회 현직 회장님이 순직하시는 역사적 사건에 달랑 10만원 부조하여 유족을 비참하게 만드는 이런 정권이 어디있느냐. 일본 미국도 이럴것 같으냐. 역사와 백성과 조상의 희생을 알지못하는 자들이 부끄럽다'며 독립유공자 유족회 관계자들을 위로했다.

## 참고자료
- 이병호 : 독립유공자 공훈록 - 국가보훈처
- KBS다큐멘터리 - 《3.1절 특집다큐, 서대문형무소 비밀의 기록을 찾다》
- 대한민국 독립유공자회 이병호회장 인텨뷰[깨진 링크(과거 내용 찾기)](2010/08/16)

## 참고
1. ↑  독립투사 장례비 지원요청도 '나몰라 하는 이명박'